# Галимов, Фаниль Масигутович
Фаниль Масигутович Галимов (род. 11 августа 1984) — российский дзюдоист, чемпион Европы среди юниоров, бронзовый призёр чемпионата России 2003 года, мастер спорта России международного класса. Победитель и призёр международных турниров. Занимается борьбой с восьми лет, с десяти лет участвует в соревнованиях. Выступал в суперлёгкой весовой категории (до 60 кг).

## Спортивные результаты
- Чемпионат Европы по дзюдо среди юниоров 2003 года, Сараево — ;
- Международный юниорский турнир 2003 года, Санкт-Петербург — ;
- Международный юниорский турнир 2003 года, Берлин — ;
- Чемпионат России по дзюдо 2003 года — .